# Film (cinematografie)
Een film, rolprent of video is een serie opeenvolgend getoonde, stilstaande beelden. Door de snelheid waarmee de beelden elkaar opvolgen en de nawerking van elk beeld op het netvlies lijken ze een vloeiende en continue beweging te vormen. Vaak is er ook geluid bij. De productie varieert van een kleine handeling om een gebeurtenis vast te leggen in een kort filmpje tot een groot project voor het maken van een langere film voor wereldwijde vertoning in bioscopen.
Er zijn diverse technieken voor het dragen van deze gegevens. De gegevensdrager is vaak een computerbestand. Vertoning gebeurt bijvoorbeeld op een elektronisch scherm of door projectie.
Typisch wordt een verhaal uitgebeeld. De bijbehorende kunstvorm wordt cinematografie (vaak kortweg cinema) genoemd. Film was oorspronkelijk uitsluitend bedoeld om in de bioscoop vertoond te worden, maar de term werd en wordt ook voor veel andere toepassingen van bewegend beeld gebruikt.
Online films worden vaak video's genoemd. Ze beelden niet noodzakelijk een verhaal uit, er zijn allerlei genres (zie ook genres op YouTube). Een videoserie is een reeks video's van één genre.

## Geschiedenis
Het woord film verwijst naar de celluloidstrip waarop vroeger films werden vastgelegd. Primitieve manieren om bewegende beelden te vertonen werden in de tweede helft van de negentiende eeuw ontwikkeld. De geboorte van de film als publiek vermaak is echter heel duidelijk op één dag te vieren: op 22 maart 1895 vertoonden de gebroeders Lumière in Parijs hun eerste film, La Sortie de l'usine Lumière à Lyon. Op 28 december 1895 vertoonden ze in het Salon indien du Grand Café in dezelfde stad een reeks van tien korte films tegen betaling, wat het de eerste commerciële filmvertoning ooit maakte. Daarna ging de ontwikkeling razendsnel: al in maart 1896 werd er voor het eerst in Nederland een film vertoond. Films werden vaak in een kermistent gedraaid; vóór de uitvinding van de film werden in diezelfde kermistenten sensationele toneelvoorstellingen vertoond, dikwijls met acrobaten, maar de film was een technische vinding die de toneelspelers overbodig maakte en spannende of zelfs onmogelijke beelden kon laten zien, goedkoper dus én met meer mogelijkheden. Op 1 maart 1896 was Brussel aan de beurt. In de Koningsgalerie.

## Filmmateriaal

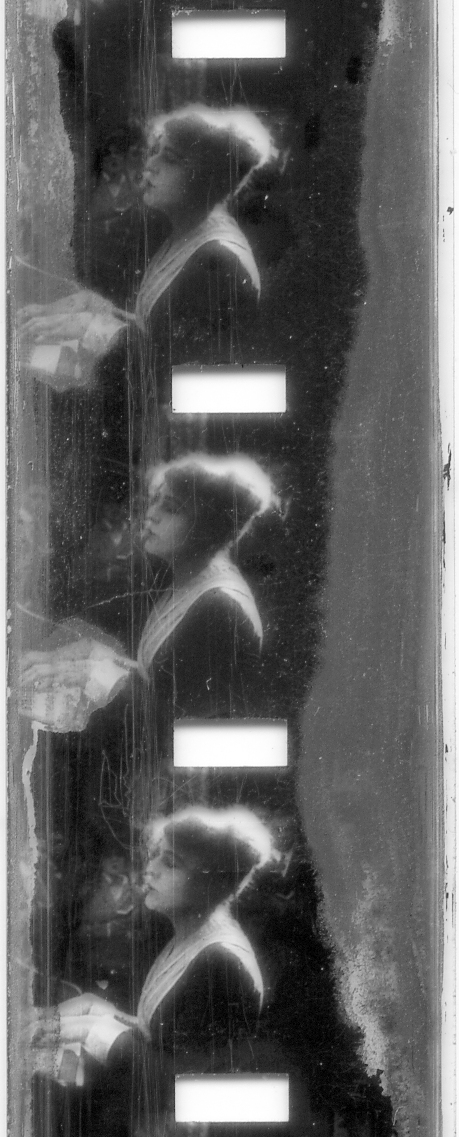
9½mm-film met middenperforatie

Er zijn diverse standaardmaten voor filmmateriaal.
- 70 mm of Todd-AO. Vijf perforaties per beeldje.
  - Vroeger zelden gebruikt. Tegenwoordig steeds populairder door de opmars van IMAX.
- 35 mm. Vier perforaties per beeldje.
  - Het meest gebruikt voor bioscoopfilms. Dit is dezelfde film die ook in kleinbeeldcamera's wordt gebruikt.
- 16 mm. Een perforatie per beeldje.
  - Gebruikt door amateurs, later verdrongen door 8 mm.
  - Gebruikt voor documentaires.
  - Voor filmvertoningen in de huiselijke kring, op scholen en dergelijke. Later verdrongen door video en dvd.
- 9,5 mm. Een perforatie, steeds tussen de beeldjes.
  - Geïntroduceerd door Pathé Frères in 1922. Hield het midden tussen 8 mm (prijs) en 16 mm (beeldoppervlak).
  - Werd gebruikt door amateurs, later vrijwel geheel verdrongen door 8 mm en 16 mm.
- 8 mm. Een perforatie per beeldje, en de film is maar aan een kant geperforeerd.
  - Populair bij amateurs. Bij opname wordt soms een 16mm-film gebruikt met het dubbele aantal perforaties. Hij moet dan twee keer worden belicht en wordt daarna in de lengte doorgesneden.

## Techniek
In de cinematografie gaat het over vastgelegde beelden, vervaardigd door de inwerking van licht op een lichtgevoelige laag op een lange filmstrook, die door de filmcamera rolt tijdens het opnemen. Hierbij werd voorheen ook gebruikgemaakt van optische geluidsopnames op de filmstrook. In het hedendaagse filmproces wordt het geluid echter vrijwel uitsluitend digitaal opgenomen (afgezien van enkele experimentele films of low-budgetproducties met verouderde apparatuur). Ook digitale beeldopnames worden gewoonlijk film genoemd.
De filmindustrie begon met films in zwart-wit zonder geluid, ook wel de stomme film genoemd. Later kwam de geluidsfilm, gevolgd door de kleurenfilm. De meeste films worden in een bioscoop vertoond met behulp van een filmprojector. Meer en meer wordt echter digitale projectie gebruikt en deze wordt geacht de klassieke filmprojectie in de toekomst geheel te vervangen. Er worden (vooral in Nederland) ook veel televisiefilms gemaakt die bedoeld zijn voor uitzending op televisie, maar die vaak eerst een aantal weken in de bioscoop worden vertoond.
Filmrollen werden opgeslagen in filmblikken. Een avonddurende film bestond uit meerdere filmrollen, de filmoperateur plaatste de nieuwe filmrol in de projector en via een teken in de film (een witgelaten plekje in een hoek van de film) wist hij wanneer hij over moest schakelen naar een nieuwe filmrol.
Er bestaan verschillende genres die overeenkomstige stijl-, maar ook inhoudelijke kenmerken vertonen.
Een film wordt geregisseerd door een filmregisseur en geproduceerd door een filmproducent, die meestal worden bijgestaan door assistenten, maar die ook één en dezelfde persoon kunnen zijn.
Het maken van een film, volgens de klassieke methode:

### Preproductie
- Eerst wordt bepaald wat voor soort film men wil maken, meestal heeft men er al ideeën over.
- Deze ideeën worden uitgewerkt en er wordt een synopsis geschreven. Een synopsis is een samenvatting van de loop van het verhaal.
- Daarna wordt dit uitgewerkt in een uitgebreidere samenvatting. Deze uitgebreidere samenvatting wordt de (step) outline genoemd. Hierin wordt iedere scène kort beschreven, zodat men een beeld kan krijgen van de hele film. Deze step outline is vooral voor de makers zelf en wordt zelden door buitenstaanders gelezen.
- Na de voltooiing van de step outline komt het treatment. In het treatment beschrijft men wat er letterlijk in beeld te zien zal zijn. Alle scènes worden uitgewerkt, maar er zijn nog geen dialogen te lezen.
- Naast het treatment zijn voor het filmscenario ook de volgende zaken van belang:
  - de karakterdossiers van de spelers in de film. Hier worden de achtergronden beschreven van de diverse personages in de film.
  - de uitgeschreven dialogen dan wel monologen.
- Al deze facetten samen vormen een filmscenario ofwel filmscript. Een scenario is een uitgebreide variant van het treatment, dit keer met alle dialogen erbij. Het scenario wordt steeds verder uitgewerkt en herschreven totdat men de definitieve versie bereikt, wat men veelal het shooting script noemt. Hierin staat tot in het kleinste detail beschreven wat er moet gebeuren en bijvoorbeeld ook welke geluiden te horen zijn, of welke sfeer de scène moet opwekken. Iedere scène heeft een nummer (scène 1, scène 2 enzovoorts).
- De volgende stap is het maken van een draaiboek en soms een storyboard. Een storyboard is een verzameling schetsen en foto's. De afbeeldingen krijgen ook een nummer. Afbeelding 4.3 is de derde afbeelding in de vierde scène. Iedere afbeelding representeert één shot.

### Productie
- Vanaf nu wordt per shot gewerkt. Men neemt kleine stukjes film op. Vaak neemt men gelijktijdig het geluid op. Als alle shots gefilmd zijn, kan men beginnen met de montage.

### Postproductie
- In de montage worden de filmbeelden achter elkaar geplakt. Dit is een langdurige procedure, waarbij men van alles probeert met het geschoten materiaal en na vele versies komt tot wat men picture lock noemt.
- Bij de meeste films worden visual effects gemaakt, hierbij worden de filmbeelden digitaal aangepast, door zaken toe te voegen of te verwijderen.
- Dan volgt de geluidsnabewerking, het maken van de filmmuziek en de uiteindelijke mixage. Alle oude en (bij de nabewerking gemaakte) nieuwe geluiden worden samen met de muziek gemixt in de eindmix. De totale soundtrack voor een film wordt ook wel sound design of geluidsontwerp genoemd.
- Tot slot zijn er nog een aantal technische handelingen, zoals het kleurcorrigeren en het maken van de prints voordat de film de bioscoop in kan.

Men hoeft zich niet strikt aan dit lijstje te houden. Sommige filmmakers werken liever anders en weer anderen hebben niet het budget om te werk te gaan zoals hier wordt omschreven.

## Distributie
Vaak wordt een film eerst in de bioscopen uitgebracht, en enkele maanden later op dvd of blu-ray. Weer later komt de film eventueel op televisie. Ook is er video on demand.
Als een film in het land van productie niet voldoende geld opgebracht heeft in de bioscoop, wordt bij verkoop aan andere landen de bioscoop in die landen weleens overgeslagen. De film wordt dan direct op dvd uitgebracht.
Er zijn ook films die speciaal voor televisie gemaakt worden, of eerder op televisie komen dan op dvd. Het komt ook weleens voor dat een televisiefilm later in de bioscoop gaat draaien.
Het internet heeft er mede toe geleid dat menig beginnende filmmaker zijn eigen werken kan tonen aan het grote publiek door deze simpelweg op websites als YouTube of Vimeo te zetten. Dit maakt beginnende filmmakers veel vrijer in de mogelijkheden om hun films te tonen aan het grote publiek. Ze zijn niet langer afhankelijk van het feit of bioscopen hun film willen vertonen, of dat mensen hun films willen kopen. Via onder meer sociale media kan zo'n film bovendien makkelijker onder de aandacht van andere internetgebruikers gebracht worden, wat dan weer kan leiden tot naamsbekendheid van de maker.

## Animatie
Een animatiefilm is de algemene naam voor filmopnamen waarin geen levende acteurs optreden, maar, in plaats daarvan, getekende figuren (tekenfilm), of levenloze materie (zoals kleifiguurtjes), die worden gefilmd in de enkelbeeldtechniek. Dat wil zeggen dat de beelden een voor een worden opgenomen. Bij het achter elkaar plaatsen van de beelden in een film geven deze dan, indien het juist gebeurt, de illusie van beweging. Om een volledig vloeiende beweging te maken zijn 24 frames per seconde nodig. Er zijn ook animaties met 10 of 12 frames per seconde, maar met zo'n animatie bereikt men geen volledig vloeiende beweging.
Enkele pioniers van het genre waren Winsor McCay en Eadweard Muybridge.

## Internet Archive
Ondertussen zijn er vele duizenden films en filmpjes gratis te vinden op het internet, bijvoorbeeld in het Internet Archive. Hier zijn alle bioscoopfilms waarop geen auteursrechten meer van toepassing zijn te vinden. In het archief vindt men onder meer films van Charlie Chaplin, Buster Keaton en Alfred Hitchcock die tot het publieke domein behoren. De films zijn als extraatje gelinkt aan hun beschrijvingen in de Internet Movie Database (IMDb).

## Afspeelsnelheid
Bij afspeelapparatuur en -software van video is de afspeelsnelheid soms regelbaar. Bij verhogen of verlagen van de snelheid wordt de toonhoogte hoger, resp. lager. Het doel van verhogen van de snelheid kan zijn het zoeken van een passage of het bij het bekijken besparen van tijd. Het doel van verlagen van de snelheid kan zijn het nader bekijken van beelden, en het eventueel stilzetten bij een bepaald beeld, of het nader beluisteren van bijvoorbeeld een slecht verstaanbare passage, vooral als dit komt door snel praten.
Bij YouTube kan bijvoorbeeld gekozen worden uit acht afspeelsnelheden.
Om artistieke redenen hebben makers soms bezwaren tegen dit feature.